# Genesi: La creazione e il diluvio
Genesi: La creazione e il diluvio is een Italiaanse dramafilm uit 1994 onder regie van Ermanno Olmi.

## Verhaal
Er hangt een alles overstemmende duisternis over de aarde. Plotseling weerklinkt er een kinderstem. De eerste lichtflitsen onttrekken geheimzinnige vormen uit de duisternis. Een oude man draagt een jongen op om de wonderen van de wereld te aanschouwen. Door de ogen van die jongen is de kijker getuige van de schepping van de wereld.

## Rolverdeling
| Acteur             | Personage |
| ------------------ | --------- |
| Annabi Abdelialil  | Kaïn      |
| Omero Antonutti    | Noach     |
| Sabir Aziz         | Adam      |
| B. Haddan Mohammed | Abel      |
| Paul Scofield      | Stem      |
| Haddou Zoubida     | Eva       |